# Paul Rudolph Gottschling
Paul Rudolph Gottschling (* 17. April 1721 in Hermannstadt, Siebenbürgen; † 13. Mai 1805 in Dresden) war ein deutscher Kaufmann und Schriftsteller.

## Leben
Paul Rudolph Gottschling war ein Sohn von Johann Gottschling, der in Hermannstadt Ratsherr war und von 1730 bis 1736 die Funktion eines Burggrafen versah. Gottschling widmete sich dem Kaufmannsstand. Nach vollbrachten Lehrjahren besuchte er mehrere bedeutende Handelsstädte Deutschlands. 1750 reiste er nach Wien sowie 1751 nach Breslau. Von Bautzen, wo er einige Zeit als Buchhalter tätig war, begab er sich 1783 nach Dresden. Dort starb er als Handelsagent am 13. Mai 1805 im Alter von 84 Jahren.

## Schriftstellerisches Schaffen
Gottschling war ein fleißiger Autor. Bei seinen Schriften hatte er weniger die Gelehrten als ein gemischtes Lesepublikum im Auge. Er begann seine literarische Laufbahn mit einer Betrachtung über die Handlung und Ökonomie des Großfürstentums Siebenbürgen (Bautzen 1776). Ein bloß lokales Interesse hatte die von ihm herausgegebene und Kaiser Joseph II. gewidmete Kurze Schilderung des überaus gesegneten Großfürstentums Siebenbürgen (Bautzen 1781). Von den Enzyklopädischen Aufsätzen, die er 1778 in Görlitz herausgegeben hatte, erschien nur der erste Teil, gleichzeitig mit einer Sammlung moralischer Abhandlungen, aus verschiedenen Schriften großer Männer ausgezogen … (Leipzig 1778). Anonym, wie die meisten seiner Schriften, ließ er, außer seinem Wiener Patrioten (Bautzen 1782), ein Schreiben des Königs Ferdinand im Jahr 1537 an Dr. Luther nach Wittenberg (Dresden 1783) drucken, daraufhin eine Chronologische Tabelle aller römischen Kaiser von Julius Cäsar bis auf Joseph II. (Dresden 1785).
Viel Zuspruch, besonders in den preußischen Staaten, fand Gottschlings auch in kritischen Blättern günstig beurteilte Schrift Friedrichs des Großen Aufnahme in Elysium, ein Sinnbild aus der Eingabe eines Traums … (Berlin 1786). An diese Schrift schloss sich Die Stimme des Volks an Friedrich Wilhelm II. (Berlin 1786) an. Der allgemeinen Unterhaltung widmete er seine Bautzner wöchentlichen Anzeigen (Bautzen 1781) und seinen Unschuldigen Zeitvertreib in Poesie (Dresden 1784).
Auf seinen Beruf als Kaufmann bezogen sich nur wenige Schriften. Günstig aufgenommen wurde von der Kritik seine Anweisung im kaufmännischen doppelten Buchhalten; zum Gebrauch für junge Leute (Dresden 1790). Anziehende Schilderungen von weisen und gelehrten Männern ließ er 1795 in Dresden drucken. Ein ihm fremdes Gebiet betrat er mit seiner Christlichen Haustafel (Dresden 1799), mit der er seine literarische Laufbahn beendete.

## Weitere Werke (Auswahl)
- Nahrungsvorteile zum Besten aller Stände, Dresden 1785
- Untertäniges Flehen an Kaiser Joseph II., die so schwere Strafe der Schiffziehenden in Ungarn in etwas allergnädigst zu mildern, Dresden 1787
- Weißhaupts Schicksale, Pirna 1789
- Strähleins unglückliche Wanderschaft, Pirna 1790
- Die Sachsen in Siebenbürgen. Ein Beitrag zur Erd- und Menschenkunde, Dresden 1794